# سبز رشد می‌کند (فیلم)
سبز رشد می کند (به انگلیسی: Green Grow the Rushes) یک فیلم سینمایی انگلیسی کمدی محصول سال ۱۹۵۱ میلادی است.   

## بازیگران
- ریچارد برتون - رابرت هاموند
- اون ور بلکپن - مگ کافلی
- راجر لویزی - کاپیتان سدریک بیدل
- فردریک لیستر - سرهنگ گیل
- آرنولد ریدلی - تام کافلی
- جان سالو - هربرت فینچ
- کالین گوردون - رودریک فیشر
- جفری کین - اسپنسر پرودو
- راسل واترز - جوزف بینبریج
- ویدا امید - پولی
- سیریل اسمیت - پاسبان هیویت
- جک مک ناتون - Sgt. ادگار ریگبی
- الیوت makeham - جیمز ارووارت (گارد ساحلی)
- گیلبرت دیویس - ویتلی
- هارکورت ویلیامز - رئیس نیمکت
- Archie Duncan - Constable Pettigrew
- برایان فوربس - فرد استارلینگ (خدمه بیدل)
- هارولد گودوین - گوسلینگ (خدمه بیدل)

## تولید
این فیلم در ساحل رامنی مارش در حوالی شهر نیو رامنی فیلمبرداری شده است. 